# Спесартит
Спесартит (рос. спессартит, англ. spessartite, нім. Spessartit m) – Лампрофір діоритового складу. Основні мінерали: рогова обманка (бл. 40%), плагіоклаз. Утворює фенокристали. Колір зелений, буро-зелений.
До 1971 назва "спесартит" застосовувалась також як синонім спесартину.